# 波西傑克森—迷宮戰場
《波西傑克森—迷宮戰場》（英語：The Battle of the Labyrinth）是奇幻小說《波西傑克森》系列當中的第四集，內容綜合了現代社會與古希臘文化，描述主角混血人波西傑克森與混血營兩名夥伴在眾神世界中冒險的故事。

## 本集主要角色
- 波西傑克森(柏修斯‧傑克森)（Percy Jackson）(Perseus Jackson)

故事主角；天生患有注意力不足過動症及閱讀障礙的十二歲男孩。波西在故事裡得知他是海神波塞頓的兒子，而這些缺陷是因混血人的體質所影響。（閱讀障礙是因為腦內的希臘字干擾；過動是基於混血人體能敏捷因子）。波塞頓之子的身分關係，使得被認為是神火之賊，迫使出使旅程找出閃電火，來阻止一場一觸即發的天神大戰。武器是波濤劍，平常是一支筆，拿掉筆蓋就會變化成劍，並且，會自動回到波西口袋中。
- 安娜貝斯·雀斯（Annabeth Chase）

智慧女神雅典娜之女，和波西同年齡。安娜貝斯當年是由路克和宙斯之女泰麗雅所帶至混血營，內心喜歡著路克。波西受到彌諾陶攻擊時出手幫忙，亦隨同波西出使探尋任務找回宙斯的閃電火。安娜貝斯自七歲在待在混血營至今，在波西來之前，持續獲得混血營每年的榮耀項鍊珍珠。
- 格羅佛·安德伍德（Grover Underwood）

波西的好友兼守護者羊男。起初，他掩飾羊男身分尋找未被發現的混血人，負責帶領迷途的混血人安全抵達混血營。他在送波西到營區途中遭受彌諾陶攻擊，隨後也加入探尋閃電火的任務。他畢生夢想是找到野地之神潘。
- 路克·凱司特倫（Luke Castellan）

主要反派；荷米斯之子。路克是波西在混血營中的十九歲指導員，幫忙訓練波西劍術指導（據說是混血營三百年以來最厲害的劍手）。最後，揭露他才是真正的神火之賊，背叛混血營且為泰坦王克羅諾斯行事。
- 奇戎（Chiron）

原本是波西的拉丁文老師布魯納先生，實際是半人半馬的半人馬。奇戎是混血營的營區活動主任。他個性溫和、愛好和平、充滿智慧，還擅長於醫術。
- 泰森（Tyson）

獨眼巨人少年，波西同父異母的兄弟，坐騎是一隻馬尾魚頭怪。原本波西以為泰森是一個懦弱的大塊頭同學，卻在一次的怪物襲擊中發現泰森真面目。
- 瑞秋·伊莉莎白·戴爾

凡人女孩，曾經在胡佛大壩拯救過波西，能看穿迷霧。此外，她可以看到迷宮中的正確道路。
- 波塞頓（Poseidon）

海神，奧林帕斯三大神之一，脾氣像大海一樣，時而平靜，時而暴怒。是波西和泰森的父親。象徵物是三叉戟。
- 希拉（Hera）

婚姻女神，也是母親的守護神。她是宙斯的現任妻子，也是宙斯的姐姐。赫拉以善妒聞名，對於宙斯的不忠行徑感到十分痛恨。他會幫助一些混血英雄完成任務，但也會妨礙宙斯與情婦所生的混血英雄出任務。

## 類似文學
- 希臘神話